# Jozef Kostelník
Jozef Kostelník (* 14. září 1970 Prešov) je bývalý slovenský fotbalový záložník a v současnosti trenér, od roku 2016 kouč MFK Skalica. Jako hráč působil mimo Slovensko (resp. Československo) v Izraeli. Jako kouč trénoval mimo Slovensko v Polsku.

## Hráčská kariéra
Svoji fotbalovou kariéru začal v Tatranu Prešov, kde prošel všemi mládežnickými kategoriemi. V roce 1987 se propracoval do prvního týmu. Následně působil v českých klubech. Hrál za Duklu Praha (1989-1993), Spartu Praha (1993-1994 a 1995), Dynamo České Budějovice (1994, 1995 a 1996), SK Hradec Králové (1995) a SK Tatran Poštorná (1996). Se Spartou získal v sezonách 1993/94 a 1994/95 mistrovské tituly. V roce 1996 působil opět ve slovenském klubu, konkrétně v Žilině. Poté se vrátil potřetí do Českých Budějovic. Svoji profesionální kariéru ukončil v Hapoelu Jeruzalém. Následně nastupoval jako amatér za Čaňu a OZEX Solivar.

## Trenérská kariéra
V roce 2005 se stal hrajícím trenérem FC OZEX Solivar. Poté trénoval Tatran Prešov, kde byl nejprve koučem juniorky, následně asistent u prvního týmu a poté opět vedl juniorku. V roce 2011 koučoval Odevu Lipany. Následně vedl Sokol Ľubotice. Posléze trénoval v roce 2012 TJ Baník Ružiná, kterou dovedl v ročníku 2011/12 do druhé nejvyšší soutěže. V letech 2013-2014 trénoval tentokrát jako hlavní kouč opět Prešov. V roce 2014 vedl Sandecju Nowy Sącz. Klub se stal trenérovým prvním zahraničním angažmá.

### FK Senica
V lednu 2015 se stal novým trenérem Senice, kde podepsal roční kontrakt s následnou opcí. Byla to jeho první trenérská štace v 1. slovenské lize. V prvním zápase na lavičce Senice 28. 2. 2015 proti MFK Ružomberok si připsal neúspěšnou premiéru, jeho mužstvo prohrálo 1:2. Po 4 měsících u týmu ve funkci skončil.